# Elopichthys bambusa
Elopichthys bambusa és una espècie de peix cipriniforme de la família dels ciprínids.

## Morfologia
- Els mascles poden assolir 200 cm de longitud total[2] i 40 kg de pes.[3][4]

## Hàbitat
És un peix d'aigua dolça i de clima temperat (10 °C-20 °C).

## Distribució geogràfica
Es troba a Àsia: la Xina i Sibèria.

## Ús comercial
És pescat i consumit pels humans.